# Le Brahmane du Komintern
Pour plus de détails, voir Fiche technique et Distribution.
Le Brahmane du Komintern est un documentaire français réalisé par Vladimir Léon et sorti en 2007.

## Fiche technique
- Titre : Le Brahmane du Komintern
- Réalisation : Vladimir Léon
- Scénario : Vladimir Léon
- Photographie : Sébastien Buchmann, Arnold Pasquier et Vladimir Léon
- Son : Pierre Léon et Arnold Pasquier
- Production : Vladimir Léon et INA
- Pays d'origine :  France
- Genre : documentaire
- Durée : 128 minutes
- Date de sortie : France - 24 octobre 2007

## Distinctions
- 2006 : Prix du Groupement national des cinémas de recherche au FIDMarseille[1]